# 鬼塚駅
鬼塚駅（おにづかえき）は、佐賀県唐津市養母田鬼塚にある、九州旅客鉄道（JR九州）唐津線の駅である。山本駅から乗入れる筑肥線列車も利用可能。

## 歴史
- 1899年（明治32年）6月13日：唐津興業鉄道（後の唐津鉄道）厳木駅 - 山本駅間開通時に開設[2]。
- 1902年（明治35年）2月23日：九州鉄道が買収、同社の駅となる。
- 1907年（明治40年）7月1日：九州鉄道国有化、帝国鉄道庁に移管[2]。
- 1961年（昭和36年）10月1日：貨物取扱廃止[2]。
- 1971年（昭和46年）10月20日：荷物扱い廃止[2][3]、無人駅化[4]。
- 1987年（昭和62年）4月1日：国鉄分割民営化に伴い、JR九州の駅となる[2]。

## 駅構造
島式ホーム1面2線を有する列車交換可能な地上駅。
無人駅。駅舎は無く、山本側にある構内踏切により出入りする。

### のりば
| のりば             | 路線                    | 行先             |
| ------------------ | ----------------------- | ---------------- |
| 西側（道路沿い側） | ■唐津線 （■筑肥線含む） | 唐津・西唐津方面 |
| 東側（川沿い側）   | ■唐津線                 | 佐賀方面         |
| 東側（川沿い側）   | ■筑肥線                 | 伊万里方面       |

## 利用状況
2016年度の1日平均乗車人員は109人であった。
| 年度   | 1日平均 乗車人員 |
| ------ | ---------------- |
| 2000年 | 122              |
| 2001年 | 117              |
| 2002年 | 97               |
| 2003年 | 104              |
| 2004年 | 123              |
| 2005年 | 121              |
| 2006年 | 122              |
| 2007年 | 112              |
| 2008年 | 108              |
| 2009年 | 106              |
| 2010年 | 118              |
| 2011年 | 129              |
| 2012年 | 130              |
| 2013年 | 123              |
| 2014年 | 112              |
| 2015年 | 100              |
| 2016年 | 109              |

## 駅周辺

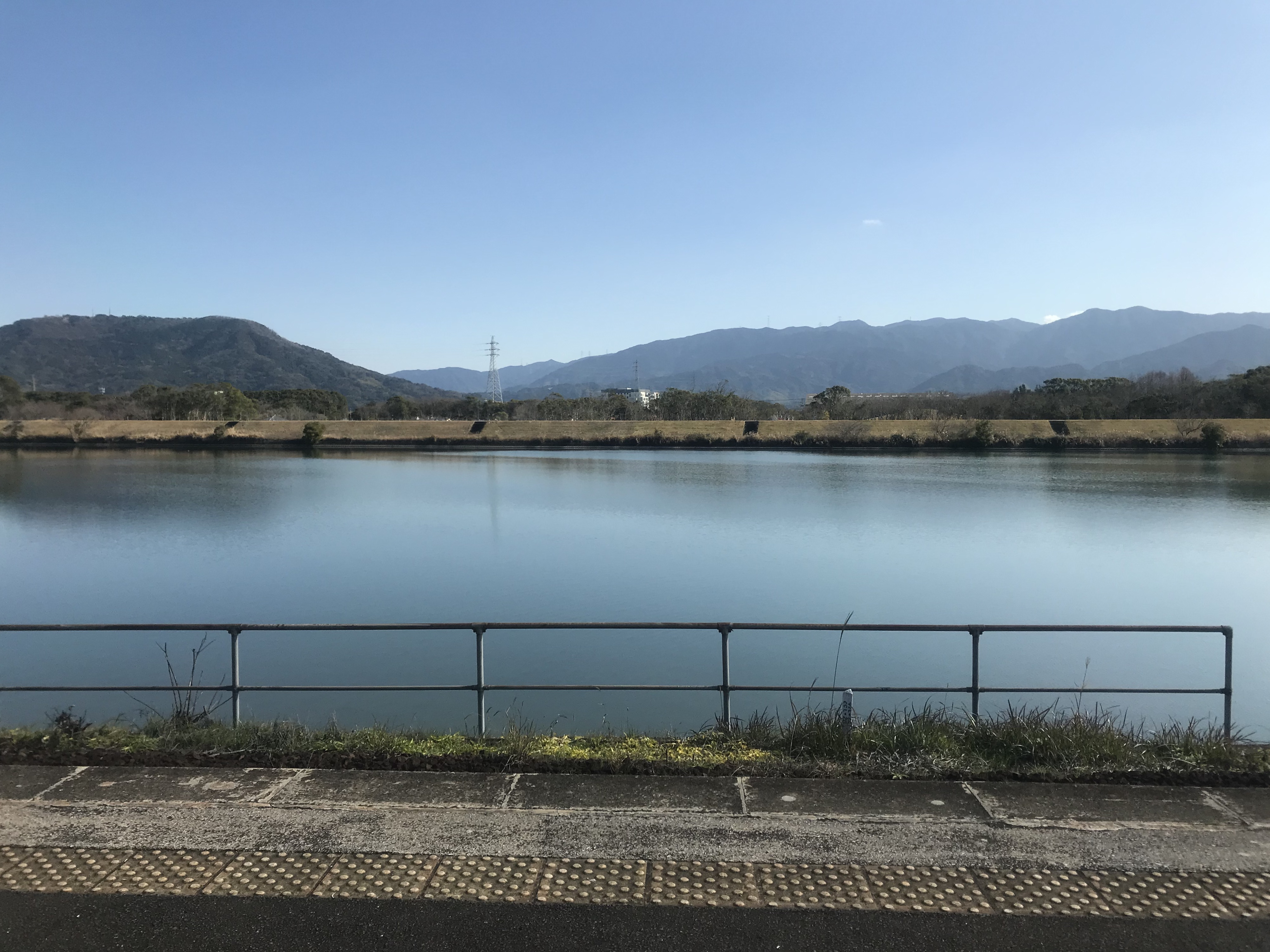
ホームから松浦川を眺める（2019年1月）

駅西唐津側に向かって右側を松浦川が流れており、ホームから川を見ることが出来る。反対側は国道（国道202号・国道203号の重複区間）が唐津線に並行する形で通っている。松浦河畔公園と唐津競艇場は川の向こう岸にあるが、駅付近には橋が架かっていない。
- リョーユーパン唐津工場
- 松浦河畔公園（※向こう岸にある公園）
- 国道202号（※国道203号との重複区間）
- 昭和バス「鬼塚駅前」停留所

## 隣の駅
九州旅客鉄道（JR九州）
■唐津線
山本駅 - 鬼塚駅 - 唐津駅
■筑肥線（西唐津駅 - 山本駅間唐津線）
唐津駅 - 鬼塚駅 - 山本駅